# Long Division (альбом)
Long Division — второй студийный альбом американской инди-рок-группы Low. Он был выпущен 23 мая 1995 года на лейбле Vernon Yard Recordings.

## История
Группа из Дулута, штат Миннесота, образовалась двумя годами ранее, в 1993 году, и за это время выпустила тихий радостный дебют I Could Live in Hope, но на втором альбоме Long Division группа урезала свой и без того беспрецедентно скудный инструментарий, чтобы создать атмосферу, настолько одинокую, терпеливую и наркотическую, что альбом создавал ощущение бодрствования в печальном сне. На дебютном альбоме звучание Low определялось минимальным инструментарием: гитара, бас с высокими регистрами и ударная установка из двух частей стали фоном для ангельских гармоний Алана Спархока и Мими Паркер и просторного продюсирования Крамера. В песнях Long Division минимализм заходит ещё дальше, замедляя темп и создавая столько негативного пространства, что инструменты иногда исчезают в полной тишине в промежутках между редкими нотами или ударами барабанов.

## Отзывы
| Оценки критиков | Оценки критиков |
| Источник        | Оценка          |
| --------------- | --------------- |
| AllMusic        | [ 2 ]           |
| NME             | 7/10            |
| Q               | [ 4 ]           |

Альбом получил в целом положительные отзывы от современных музыкальных критиков.
Фред Томас из AllMusic отметил, что «Потусторонняя медлительность таких песен, как „Shame“ и „See-Through“, является показателем радикального количества пространства, определяющего альбом, изящно скользящего, как падающий лист, медленно плывущий по ветру. Low родились как реакция на агрессивный гранж начала 90-х, поэтому песни медленные, но не затянутые. Такая песня, как „Turn“, начинается с несколько угрожающего крена, но постепенно перерастает в таинственно-надёжную кульминацию. Такие современники, как Red House Painters и особенно Codeine, работали в схожих приглушённых тонах и задумчивых темпах, но Low удалось существовать вне часто депрессивных тем своих сверстников. Практикующие мормоны, Спархок и Паркер часто интонировали свои сдержанные песни с неопределённым религиозным подтекстом, намекая на возмездие и искупление с помощью предчувствия и тяжёлых вибраций, а не откровенно предостерегающих текстов. Сочетание новаторского подхода Low к удлинению традиционных структур поп-музыки в сочетании с экстремальным ревербератором Крамера и окраской Echoplex вылилось в одно из самых блестящих атмосферных заявлений Low и, возможно, самое страшное в карьере, которая растянулась на десятилетия. Long Division — это шедевр, каким-то образом одновременно достигающий пышности и пустоты, воплощающий надежду и душераздирающее отчаяние с одинаковой силой».

## Список композиций
Слова и музыка всех песен — Low (Mimi Parker, Zak Sally и Alan Sparhawk).
| №   | Название             | Лид-вокал | Длительность |
| --- | -------------------- | --------- | ------------ |
| 1.  | «Violence»           | Sparhawk  | 5:54         |
| 2.  | «Below & Above»      | Parker    | 2:32         |
| 3.  | «Shame»              | Parker    | 3:56         |
| 4.  | «Throw Out the Line» | Sparhawk  | 4:05         |
| 5.  | «Swingin · »         | Sparhawk  | 4:10         |
| 6.  | «See-through»        | Parker    | 4:25         |
| 7.  | «Turn»               | Sparhawk  | 5:08         |
| 8.  | «Caroline»           | Sparhawk  | 4:48         |
| 9.  | «Alone»              | Sparhawk  | 4:00         |
| 10. | «Streetlight»        | Sparhawk  | 0:35         |
| 11. | «Stay»               | Sparhawk  | 7:04         |
| 12. | «Take»               | Sparhawk  | 2:32         |